# 松木宗子
松木宗子（明曆3年（1657年） - 享保17年8月30日（1732年10月18日）），為日本江戶時代初期女性。為靈元天皇典侍。生有包含東山天皇、京極宮文仁親王在內的3男4女。父為內大臣松木宗條、母為河鰭秀子。女房名大典侍、上臈局。女院號敬法門院。
松木宗子於何時入宮不得而知，只知宗子曾任職靈元天皇典侍，並因其子東山天皇的即位，因而在元祿2年（1689年）獲准三后之封。東山天皇駕崩後，於正德元年（1711年），55歲的松木宗子出家，並獲女院地位。
享保17年（1732年）8月30日，76歲的敬法門院松木宗子逝世。